# Rio Suaçuí Grande
O rio Suaçuí Grande é um curso de água do estado de Minas Gerais, Região Sudeste do Brasil, pertencente à bacia do rio Doce. Nasce a partir do encontro dos rios Suaçuí, Turvo Grande e Cocais no município de Paulistas, percorrendo então 372 km até sua foz no rio Doce em Governador Valadares.
Sua bacia hidrográfica abrange 46 municípios, em uma área total de 22 632 km². As principais fontes de renda nessa região são a pecuária e a extração de madeira, que contribuíram para o considerável desflorestamento da área.